# Mario Sabbieti
Mario Sabbieti (Firenze, 21 febbraio 1930 – Milano, 20 dicembre 2022) è stato un giornalista, scrittore e editore italiano, fondatore della casa editrice Idealibri.

## Biografia
Dopo aver compiuto studi irregolari e da autodidatta, si diploma maestro. Ma nel frattempo, tredicenne, ha cominciato a lavorare, prima ancora che finisse la guerra. È stato fattorino in uno studio di avvocati al tempo dell'armistizio, lustrascarpe sul marciapiede della Stazione di Firenze Santa Maria Novella quando gli Alleati che vi erano acquartierati rientravano o stavano per partire per il fronte della linea gotica, venditore agli stessi di cartoline d'arte a rilievo della Pinedeir, procurate in modi avventurosi, apprendista meccanico d'auto, pulitore nel cortile della Sovrintendenza degli Uffizi della Porta del Paradiso del Ghiberti, giornalista a Il Nuovo Corriere di Firenze diretto da Romano Bilenchi, dove comincerà a pubblicare i suoi primi racconti. Poi insegnerà per sette anni come maestro di ruolo, applicando le tecniche didattiche del Movimento di cooperazione educativa, prima di entrare nel mondo dell'editoria.
Fin dalla fondazione, nel 1959, è stato segretario del Circolo di Cultura di Firenze, espressione della sinistra intellettuale cittadina, un compito che lascerà nel 1962, quando entrerà nella casa editrice Sansoni di Firenze, prima come redattore, poi come direttore commerciale fino al 1970.
Militante del Partito Comunista ne sarà radiato nel 1969 per aver aderito al gruppo il manifesto, promuovendone l'attività politica attraverso il locale "centro" fiorentino.
Nel 1971 entrerà nella dirigenza della Fratelli Fabbri Editori a Milano, nel momento del passaggio dalla proprietà familiare alla finanziaria dell'IFI e vi resterà fino al 1977. Prima di diventare direttore della divisione libri della Fabbri, organizzerà dal 1975 la commercializzazione di tutte le case editrici che fanno capo alla finanziaria stessa, primo esempio di larga concentrazione editoriale che nel giro di pochi anni caratterizzerà l'editoria italiana al pari di quella internazionale. SI occuperà perciò, oltre alla Fabbri, di Bompiani, ove stabilerà la sede direttiva, di Etas libri, di Boringhieri, della nuova Sonzogno e, significativamente, dello sviluppo di Adelphi.
Rientrerà a Firenze come direttore generale e consigliere della Fratelli Alinari, sotto la presidenza di un generoso imprenditore, Renato Zevi, che aveva appena rilevato azienda e archivi fotografici dal mecenate finanziere Vittorio Cini, contribuendo a realizzare la grande mostra fotografica che si aprì al Forte di Belvedere nell'estate del 1977.
Nel 1980, inizialmente insieme ai fratelli Alvise e Filippo Passigli, fonda e dirige in Milano con Mariarosa Schiaffino la casa editrice Idealibri. dando luogo ad una intensa produzione di libri illustrati, tra i quali si distinguerà la famosa collana dei “ Piccoli piaceri”. Nel 1992, Idealibri passerà totalmente nella proprietà del Gruppo Rusconi e Mario Sabbieti si dedicherà alla consulenza editoriale e alla scrittura.
Nel corso della sua carriera ha collaborato con Il Nuovo Corriere, L'Unità, Il Paese, Toscana Nuova, Inventario.
Muore nella notte tra il 20 e il 21 dicembre 2022, all'età di 92 anni.

## Opere
Narrativa per ragazzi
- Una stagione per crescere (Fabbri Editori, Milano 1974). Vincitore del Premio Monza 1975.
- Un romanzo-verità tra fascismo e Liberazione. In appendice testi di Guido Aristarco, Mario De Micheli, Piero Pieroni. Illustrazioni di Gianni Renna. Una stagione per crescere. Da ragazzi a uomini attraverso la Resistenza. Commento di Piero Pieroni (Fabbri Editori. Milano 1975).
- Una stagione per crescere, in appendice "Una esperienza di lettura" a cura di Valeria Saura (Le Monnier-Mondadori, Firenze 2007).
- La città era un fiume, con una intervista sui giovani di Umberto Terracini, a cura di Marcello Argilli (Editori Riuniti, Roma 1979). Vincitore del Premio Monza 1980

Saggistica
- Firenze, Emozioni dal cielo. Un reportage fotografico dall'alto di Guido Alberto Rossi (Idealibri, Milano 1989).
- Firenze, Una città con vista. ricerca iconografica di Ilka Singelmann Guaraldi e Auro Lecci. (La Biblioteca Editrice, Firenze 2001).
- Mestieri di carta, Libri, autori, venditori, editori e librai nella seconda metà del Novecento. (Casa Usher, Firenze 2007).
- Mestieri di carta. Quattro storie editoriali, con una postfazione di Vittorio Giudici (Casa Usher, Firenze 2012). Premio città di Fiesole 2012 per la promozione dell'editoria in Italia.